# Clemensia infuscata
Clemensia infuscata är en fjärilsart som beskrevs av Max Wilhelm Karl Draudt 1919. Clemensia infuscata ingår i släktet Clemensia och familjen björnspinnare. Inga underarter finns listade i Catalogue of Life.